# 維納里夫卡 (科羅斯堅區)
50°51′45″N 28°52′1″E / 50.86250°N 28.86694°E
維納里夫卡（烏克蘭語：Винарівка），是烏克蘭的村落，位於該國北部日托米爾州，由科羅斯堅區負責管轄，始建於1532年，面積0.3平方公里，海拔高度183米，2001年人口31。